# Giuseppe La Masa (cacciatorpediniere)
Il Giuseppe La Masa è stato un cacciatorpediniere (e successivamente una torpediniera) della Regia Marina.

## Storia
Prima unità della propria classe ad entrare in servizio, la nave partecipò alle ultime fasi della prima guerra mondiale.
Nella notte tra il 1° ed il 2 luglio 1918 il La Masa ed i cacciatorpediniere Sirtori, Stocco, Acerbi, Orsini, Missori ed Audace fornirono supporto a distanza ad una formazione (torpediniere 64 PN, 65 PN, 66 PN, 40 PN e 48 OS, più, in appoggio, Climene e Procione) che bombardò le linee austro-ungariche tra Cortellazzo e Caorle e simulò poi uno sbarco (torpediniere 15 OS, 18 OS e 3 PN e pontoni da sbarco fittizi a rimorchio) per distrarre le truppe nemiche. Il gruppo dei cacciatorpediniere si scontrò anche con i cacciatorpediniere austroungarici Csikos e Balaton e con due torpediniere: dopo un breve scambio di cannonate, durante il quale le navi avversarie, specie il Balaton, ebbero alcuni danni, le unità italiane poterono proseguire nel loro compito, mentre quelle austriache ripiegavano verso Pola.
Il 3 novembre 1918 il La Masa salpò da Venezia insieme ai cacciatorpediniere Audace, Missori e Fabrizi (cui poi si aggiunsero le torpediniere Climene e Procione, partite da Cortellazzo) e fece rotta per Trieste, dove la formazione giunse alle 16.10 sbarcando 200 carabinieri ed il generale Carlo Petitti di Roreto, che, tra la folla acclamante, proclamò l'annessione della città all'Italia.
Il 5 novembre il La Masa e tre altri cacciatorpediniere (Missori, Pilo ed Abba), insieme alla vecchia corazzata Saint Bon, fecero il loro ingresso nel porto di Pola, dopo di che reparti imbarcati sulle unità, nei giorni seguenti, procedettero all'occupazione della città.
Nell'agosto 1923, durante la crisi di Corfù, fu tra le navi poste a protezione del Dodecaneso da eventuali atti di ostilità da parte della Grecia.
Nel 1929 l'unità fu declassata a torpediniera.
All'ingresso dell'Italia nella seconda guerra mondiale, il 10 giugno 1940, La Masa apparteneva alla XVI Squadriglia Torpediniere (Curtatone, Castelfidardo, Calatafimi, Monzambano, Carini) con base a La Spezia.
Durante il secondo conflitto mondiale la nave operò principalmente in missioni di scorta in mar Tirreno.
Dopo il 1940 l'unità fu sottoposta a lavori di modifica che videro la rimozione di tre cannoni da 102 mm, la sostituzione dei pezzi da 76 mm con 8 mitragliere da 20 mm e la sostituzione di due dei tubi lanciasiluri da 450 mm con 3 da 533 mm.
Verso le 17 del 9 febbraio 1941 l'unità recuperò l'equipaggio dell'idroricognitore CANT Z 506 numero 7 della 287ª Squadriglia, abbattuto da velivoli britannici della portaerei HMS Ark Royal alle 11.47 di quel giorno. Alle 17.15 la La Masa trasmise un segnale d'avvistamento dell'equipaggio dell'aereo, che, prima di essere abbattuto, aveva avvistato una portaerei, due corazzate ed altre unità, con rotta per 300/310° verso nordovest, nel punto 43°22' N e 8°35' E, a 45 miglia per 300° da Capo Corso: si trattava della squadra navale britannica che aveva bombardato Genova. Il messaggio era piuttosto preciso (eccetto che per la rotta), ma giunse al comandante della formazione italiana inseguitrice, ammiraglio Angelo Iachino, solo alle 17.55, poco meno di otto ore dopo l'avvistamento, troppo tardi per poter servire (la squadra britannica non fu infatti raggiunta).
Alla proclamazione dell'armistizio la La Masa era ai lavori a Napoli. Non potendo salpare, l'equipaggio, per evitare la cattura della propria unità, l'autoaffondò nel porto partenopeo, l'11 settembre 1943.

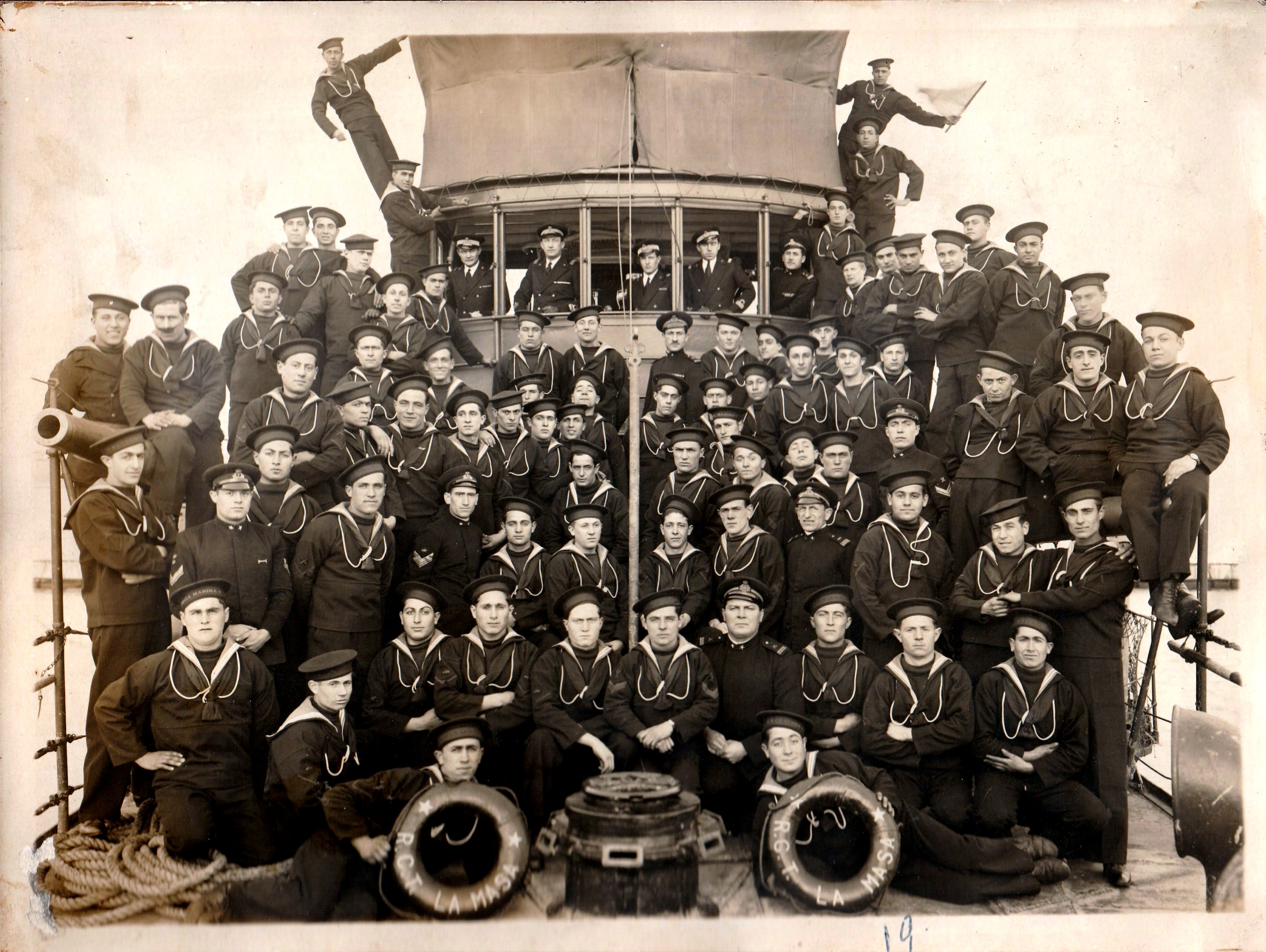
Equipaggio del RCT La Masa nel 1919